# 顯田游泳池

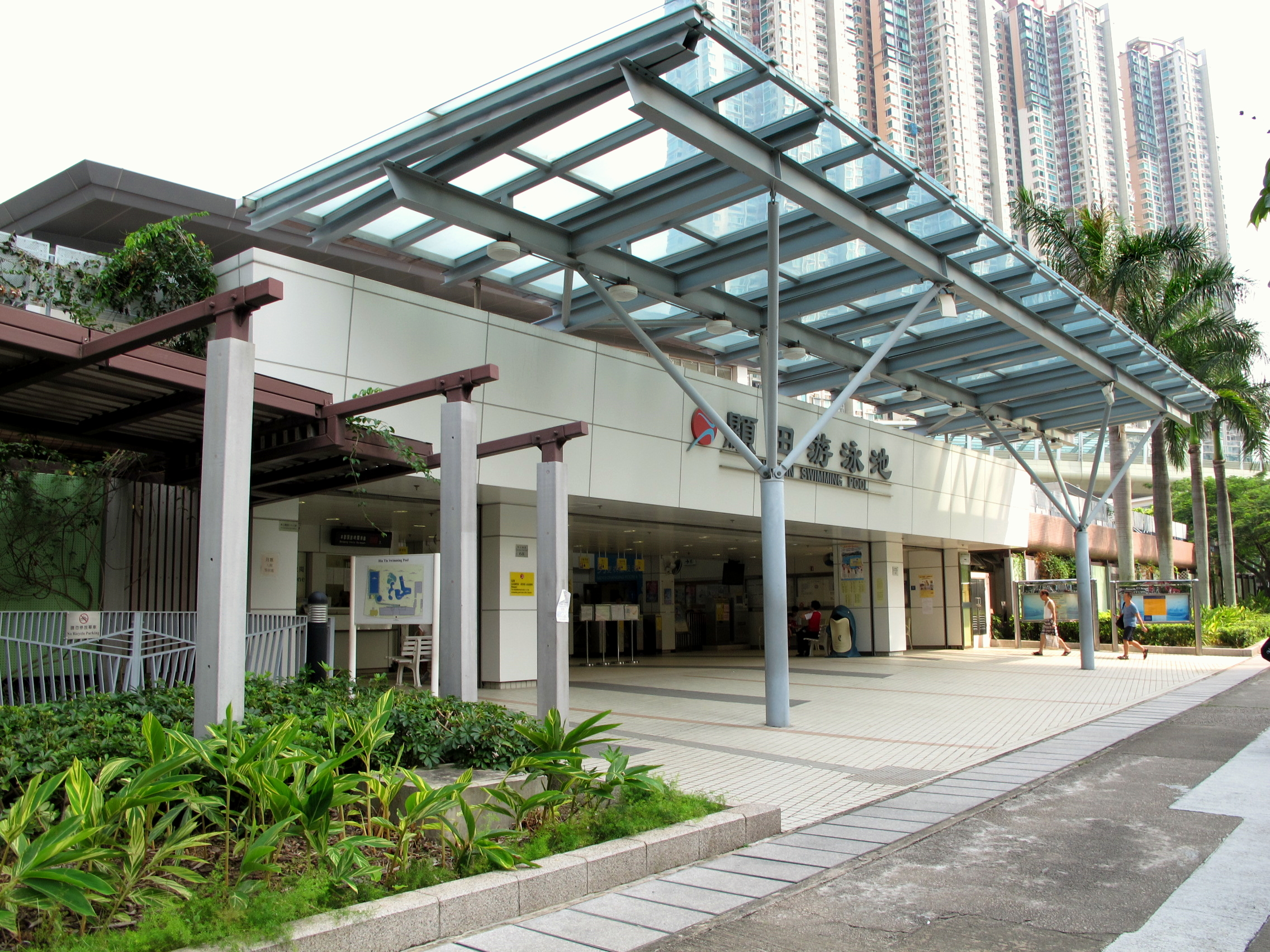
顯田游泳池入口

顯田游泳池（英語：Hin Tin Swimming Pool）位於香港新界沙田區大圍車公廟路68號，於1992年8月1日落成，是沙田區內3座公眾游泳池之一，由康樂及文化事務署管理。

## 設施
- 室內游泳池，提供暖水，長50米，設有8條泳線，水深1.4米至2.0米深[1]；屬於擴建部份。
- 室內按摩池，提供暖水，直徑12米；屬於擴建部份。
- 戶外訓練池
- 大型戶外嬉水池
- 水上遊戲設施
  - 蘑菇瀑布
  - 水槍
  - 小型滑梯
  - 跳躍噴泉
- 更衣室
- 洗手間
- 急救室；屬於擴建部份。

## 歷史

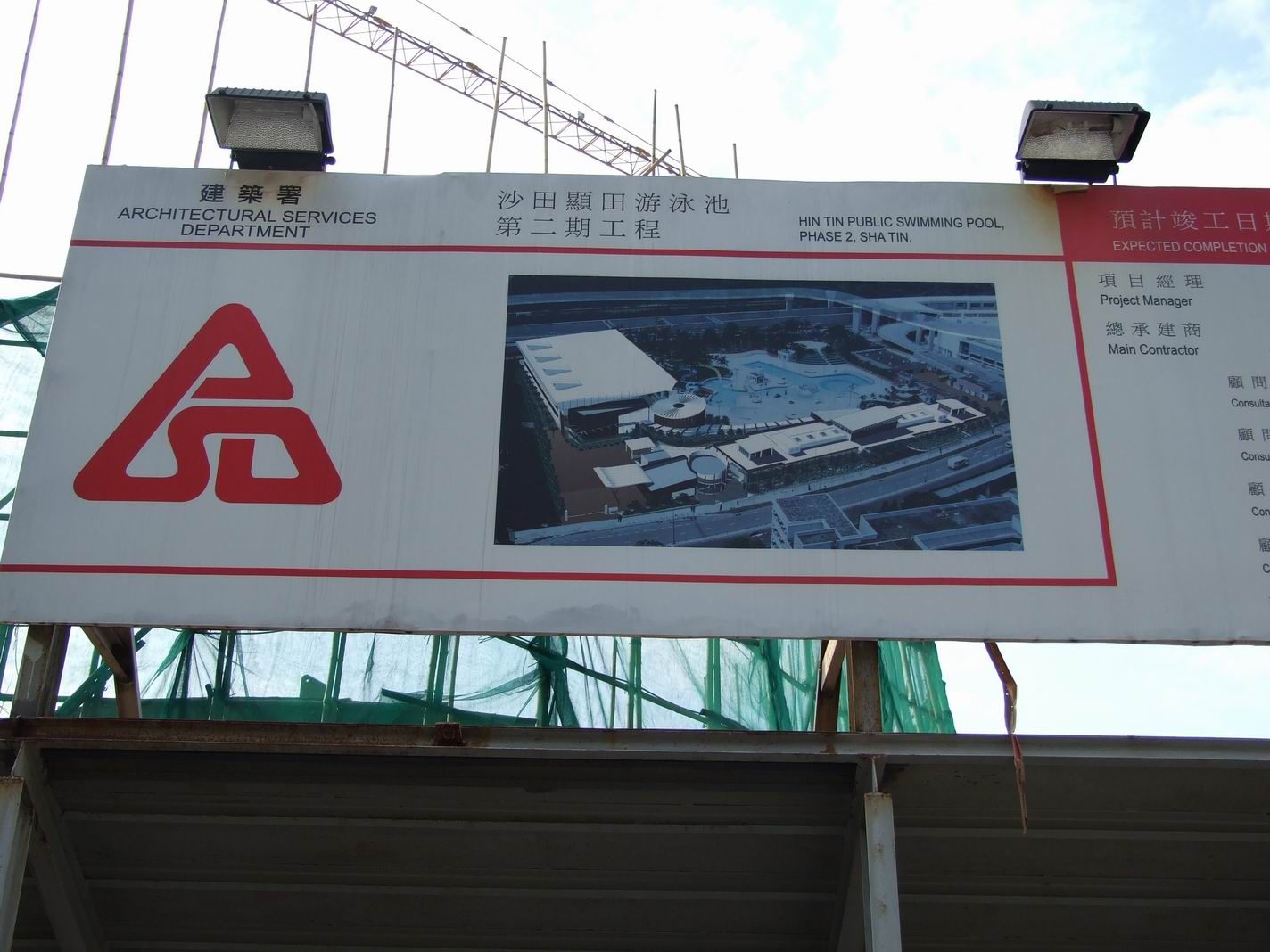
顯田游泳池第2期工程

顯田游泳池第1期於1992年8月1日落成及啟用。
2000年代，顯田游泳池進行第2期工程，耗資1億6,420萬港元，範圍包括在現有游泳池東南面和西南面一幅面積約9,400平方米的L型工地，涉及建築樓面面積約5,420平方米；用以興建醫療輔助隊新界東總區辦事處和沙田區辦事處。第2期設施於2007年7月11日落成及啟用，於9月24日由時任康樂及文化事務署署長周達明、沙田區議會主席韋國洪、社區體育事務委員會副主席范錦平及建築署工程策劃總監李鴻威主持正式開幕。

## 開放時間
| 夏季開放時間表（4月至10月）                                                                                | 夏季開放時間表（4月至10月） | 夏季開放時間表（4月至10月） |
| --- | --------------------------- | --------------------------- |
| 第一節：上午6時30分至中午12時                                                                              | 第二節：下午1時至6時30分    | 第三節：晚上7時30分至10時   |
| 暫停開放時間：中午12時至下午1時及下午6時30分至7時30分                                                      |                             |                             |
| 冬季開放時間表（11月至翌年3月，只開放室內泳池）                                                            |                             |                             |
| 第一節：上午6時30分至中午12時                                                                              | 第二節：下午1時至6時        | 第三節：晚上7時至9時30分    |
| 中午12時至下午1時及下午6時至7時                                                                            |                             |                             |
| 配合每年維修工程的暫停開放時間                                                                             |                             |                             |
| 室內主池、按摩池：9月11日至10月31日 戶外訓練池、嬉水池：11月1日至翌年4月15日                               |                             |                             |
| 每周大清潔行動                                                                                             |                             |                             |
| 本公眾游泳池逢星期四進行一次大清潔行動，時間為上午10時至第二節開放時段完結為止，而泳池會於同日第三節重開。 |                             |                             |

## 鄰近
- 名城
- 顯徑站
- 顯田遊樂場
- 顯耀邨及顯徑邨

## 外部連結
- 康樂及文化事務署－顯田游泳池 （页面存档备份，存于）